# Diogmites perplexus
Diogmites perplexus är en tvåvingeart som först beskrevs av Werner Back 1909.  Diogmites perplexus ingår i släktet Diogmites och familjen rovflugor. Inga underarter finns listade i Catalogue of Life.